# Basilinna
Basilinna je rod ptica iz porodice Trochilidae.

## Vanjske poveznice
- Basilinna